# 平山站 (日本)
平山站（日语：／ Hirayama eki */?）是位於千葉縣君津市平山759號，東日本旅客鐵道（JR東日本）的久留里線車站。

## 歷史
- 1936年（昭和11年）3月25日：久留里至上總龜山之間開通，此站啟用[1][2]。
- 1944年（昭和19年）12月16日：久留里至上總龜山之間暫停營業[1][3]。
- 1947年（昭和22年）7月1日：久留里至上總龜山之間恢復營業[1][4]。
- 1982年（昭和57年）4月：現時的車站大樓開始使用。
- 1987年（昭和62年）4月1日：伴隨國鐵分割民營化，車站由東日本旅客鐵道（JR東日本）營運[1]。
- 2009年（平成21年）3月14日：此站編入至東京近郊區間[5]。

## 車站構造

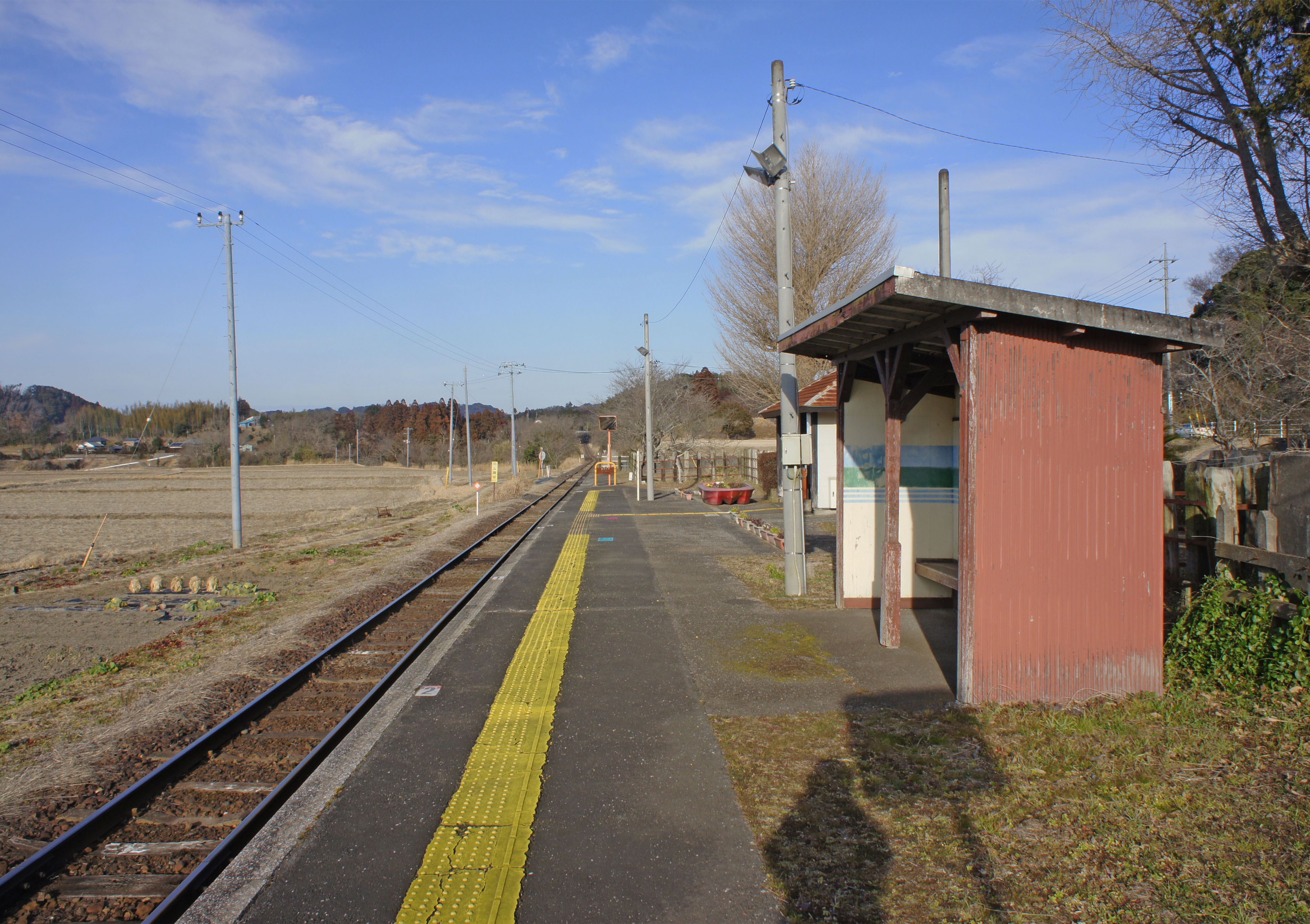
候車室與月台（2022年1月）

此站是地面車站，設有1面1線的單式月台。月台可容納3卡車廂。當4卡編成以上列車停靠此站時，列車前進方向的首3卡車廂會停在月台中，但是第4卡以後的車廂會進行選擇性車門操作。
此站成為由久留里站管理的無人車站。此站設有乘車站證明票發行機。現時的車站大樓在1982年（昭和57年）4月建成啟用，在月台上設有候車室。廁所在2008年（平成20年）春天啟用，為男女分開始的濕廁。

## 使用狀況
在2006年（平成18年）度1日平均乘車人次為48人，以下為乘車人次變化列表：
| 乘車人次變化       | 乘車人次變化     | 乘車人次變化 |
| 年度               | 1日平均 乘車人次 | 參考資料     |
| ------------------ | ---------------- | ------------ |
| 1990年（平成02年） | 95               | [ * 1 ]      |
| 1991年（平成03年） | 93               | [ * 2 ]      |
| 1992年（平成04年） | 92               | [ * 3 ]      |
| 1993年（平成05年） | 95               | [ * 4 ]      |
| 1994年（平成06年） | 97               | [ * 5 ]      |
| 1995年（平成07年） | 88               | [ * 6 ]      |
| 1996年（平成08年） | 78               | [ * 7 ]      |
| 1997年（平成09年） | 73               | [ * 8 ]      |
| 1998年（平成10年） | 66               | [ * 9 ]      |
| 1999年（平成11年） | 68               | [ * 10 ]     |
| 2000年（平成12年） | 63               | [ * 11 ]     |
| 2001年（平成13年） | 54               | [ * 12 ]     |
| 2002年（平成14年） | 59               | [ * 13 ]     |
| 2003年（平成15年） | 60               | [ * 14 ]     |
| 2004年（平成16年） | 57               | [ * 15 ]     |
| 2005年（平成17年） | 46               | [ * 16 ]     |
| 2006年（平成18年） | 48               | [ * 17 ]     |

## 車站周邊
車站大樓一方（東邊）設有住宅。車站大樓對面（西邊）設有小櫃川，在對面岸為田園地帶，該處設有營地、村舍等設施。
- 國道410號（日语：国道410号）
- 千葉縣道24號千葉鴨川線（日语：千葉県道24号千葉鴨川線）
- 小櫃川（日语：小櫃川）
- 君津市平山共同調理場
- 志保澤商店（日式炒麵專門店）
- 大原神社
- 植木市
- 君津駕駛支援（步行約35分鐘）
- 皇家之星高爾夫俱樂部
- 上總富士高爾夫俱樂部（步行約35分鐘）
- 上總汽車訓練學校（日语：かずさ自動車教習所）

## 巴士路線
| 乘車處 | 系統       | 主要途經                                   | 目的地                       | 巴士公司                           | 備註 |
| ------ | ---------- | ------------------------------------------ | ---------------------------- | ---------------------------------- | ---- |
| 平山   | Axie號     | 木更津金田巴士總站                         | 東京站八重洲出口前、東京鐵塔 | 鴨川日東巴士 日東交通 京成巴士     |      |
| 平山   | 鴨川澀谷線 |                                            | 澀谷Mark City                | 鴨川日東巴士 日東交通              |      |
| 平山   | Ka花生號   | 久留里站前、馬來田站前、蘇我站、縣廳       | 千葉站                       | 鴨川日東巴士 日東交通 千葉中央巴士 |      |
| 平山   | Ka花生號   | 龜山、藤林大橋、君津故鄉物產館、安房鴨川站 | 龜田醫院                     | 鴨川日東巴士 日東交通 千葉中央巴士 |      |

- Axie號途經東京灣跨海公路。在木更津金田巴士總站可轉乘高速巴士前往羽田機場/成田機場。

## 相鄰車站
東日本旅客鐵道（JR東日本）
■久留里線
久留里－平山－上總松丘

## 注腳

### 使用狀況
1. ↑  千葉縣統計年鑑 （页面存档备份，存于）（日語） - 千葉縣

千葉縣統計年鑑
1. ↑  千葉縣統計年鑑（平成3年） （页面存档备份，存于）（日語）
2. ↑  千葉縣統計年鑑（平成4年） （页面存档备份，存于）（日語）
3. ↑  千葉縣統計年鑑（平成5年） （页面存档备份，存于）（日語）
4. ↑  千葉縣統計年鑑（平成6年） （页面存档备份，存于）（日語）
5. ↑  千葉縣統計年鑑（平成7年） （页面存档备份，存于）（日語）
6. ↑  千葉縣統計年鑑（平成8年） （页面存档备份，存于）（日語）
7. ↑  千葉縣統計年鑑（平成9年） （页面存档备份，存于）（日語）
8. ↑  千葉縣統計年鑑（平成10年） （页面存档备份，存于）（日語）
9. ↑  千葉縣統計年鑑（平成11年） （页面存档备份，存于）（日語）
10. ↑  千葉縣統計年鑑（平成12年） （页面存档备份，存于）（日語）
11. ↑  千葉縣統計年鑑（平成13年） （页面存档备份，存于）（日語）
12. ↑  千葉縣統計年鑑（平成14年） （页面存档备份，存于）（日語）
13. ↑  千葉縣統計年鑑（平成15年） （页面存档备份，存于）（日語）
14. ↑  千葉縣統計年鑑（平成16年） （页面存档备份，存于）（日語）
15. ↑  千葉縣統計年鑑（平成17年） （页面存档备份，存于）（日語）
16. ↑  千葉縣統計年鑑（平成18年） （页面存档备份，存于）（日語）
17. ↑  千葉縣統計年鑑（平成19年） （页面存档备份，存于）（日語）

## 外部連結
- 車站資訊（平山）：東日本旅客鐵道（日語）